# Florida (Uruguay)

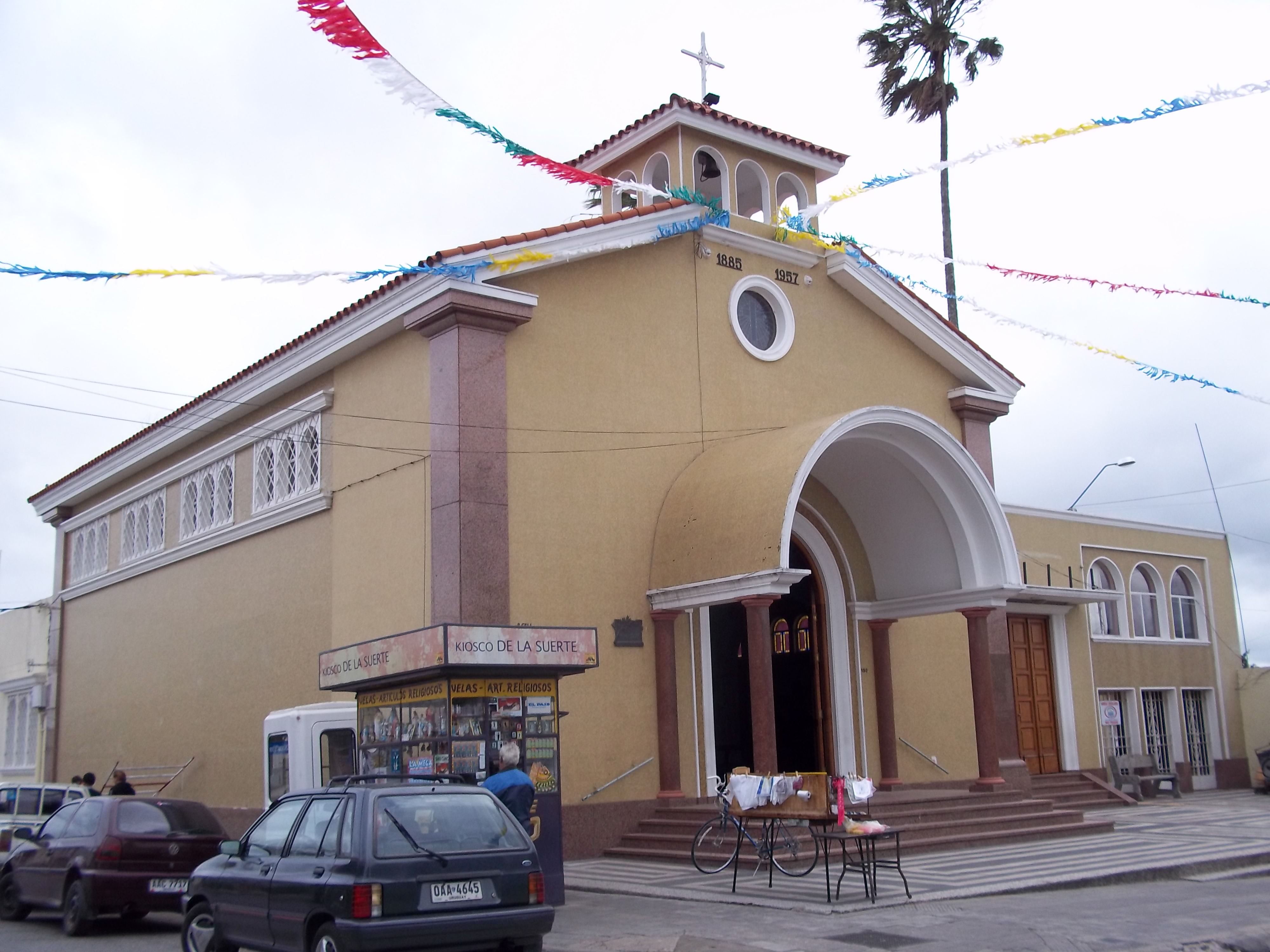
Parroquia de San Cono

Florida es una ciudad situada en la República Oriental del Uruguay, capital del Departamento de Florida. Alberga a un total de 36.471 habitantes (según el censo 2023) y se encuentra a 91 km al norte de Montevideo.

## Faustino López 399
La ciudad de Florida se encuentra situada en la zona suroeste del departamento Florida, sobre las costas del río Santa Lucía Chico, próximo a la desembocadura del arroyo del Pintado en el mencionado río, y en el cruce de las rutas nacionales 5 y 56. Distancia de 98 km de la ciudad de Montevideo.

## Clima
| Parámetros climáticos promedio de Florida (normales 1991-2020) | Parámetros climáticos promedio de Florida (normales 1991-2020) | Parámetros climáticos promedio de Florida (normales 1991-2020) | Parámetros climáticos promedio de Florida (normales 1991-2020) | Parámetros climáticos promedio de Florida (normales 1991-2020) | Parámetros climáticos promedio de Florida (normales 1991-2020) | Parámetros climáticos promedio de Florida (normales 1991-2020) | Parámetros climáticos promedio de Florida (normales 1991-2020) | Parámetros climáticos promedio de Florida (normales 1991-2020) | Parámetros climáticos promedio de Florida (normales 1991-2020) | Parámetros climáticos promedio de Florida (normales 1991-2020) | Parámetros climáticos promedio de Florida (normales 1991-2020) | Parámetros climáticos promedio de Florida (normales 1991-2020) | Parámetros climáticos promedio de Florida (normales 1991-2020) |
| Mes                                                            | Ene.                                                           | Feb.                                                           | Mar.                                                           | Abr.                                                           | May.                                                           | Jun.                                                           | Jul.                                                           | Ago.                                                           | Sep.                                                           | Oct.                                                           | Nov.                                                           | Dic.                                                           | Anual                                                          |
| -------------------------------------------------------------- | -------------------------------------------------------------- | -------------------------------------------------------------- | -------------------------------------------------------------- | -------------------------------------------------------------- | -------------------------------------------------------------- | -------------------------------------------------------------- | -------------------------------------------------------------- | -------------------------------------------------------------- | -------------------------------------------------------------- | -------------------------------------------------------------- | -------------------------------------------------------------- | -------------------------------------------------------------- | -------------------------------------------------------------- |
| Temp. máx. media (°C)                                          | 30.2                                                           | 28.9                                                           | 27.1                                                           | 23.3                                                           | 19.4                                                           | 16.0                                                           | 15.2                                                           | 17.5                                                           | 19.1                                                           | 22.1                                                           | 25.4                                                           | 28.5                                                           | 22.7                                                           |
| Temp. media (°C)                                               | 23.4                                                           | 22.6                                                           | 20.9                                                           | 17.2                                                           | 13.8                                                           | 10.8                                                           | 10.0                                                           | 11.8                                                           | 13.4                                                           | 16.2                                                           | 18.8                                                           | 21.6                                                           | 16.6                                                           |
| Temp. mín. media (°C)                                          | 16.5                                                           | 16.3                                                           | 14.5                                                           | 11.3                                                           | 8.1                                                            | 5.6                                                            | 4.9                                                            | 6.1                                                            | 7.5                                                            | 10.3                                                           | 12.3                                                           | 14.6                                                           | 10.6                                                           |
| Precipitación total (mm)                                       | 105                                                            | 110                                                            | 116                                                            | 114                                                            | 98                                                             | 98                                                             | 94                                                             | 89                                                             | 110                                                            | 119                                                            | 99                                                             | 107                                                            | 1257.8                                                         |
| Días de precipitaciones (≥ 1mm)                                | 6                                                              | 7                                                              | 7                                                              | 8                                                              | 7                                                              | 7                                                              | 7                                                              | 7                                                              | 7                                                              | 8                                                              | 7                                                              | 7                                                              | 85                                                             |
| Fuente: Instituto Uruguayo de Meteorología                     |                                                                |                                                                |                                                                |                                                                |                                                                |                                                                |                                                                |                                                                |                                                                |                                                                |                                                                |                                                                |                                                                |

## Historia
Fue en Florida que se declaró la independencia del país en la fecha 25 de agosto del año 1825.

### Fundación
En 1808 el Presbítero Santiago Figueredo es nombrado cura párroco de Nuestra Señora de Luján, en la Villa del Pintado. Convencido de la inevitable ruina de ese poblado, Figueredo propone al Cabildo de Montevideo el traslado de la población a una estancia en la rinconada que forman el arroyo Pintado y el río Santa Lucía Chico. El Cabildo pide un informe a su síndico procurador, Bernardo Suárez de Rondelo, propietario de la pulpería del Pintado. A partir de ese informe, el Cabildo decide la fundación de una nueva Villa, afectando a ello los terrenos de su Estancia. Así, el 24 de abril de 1809 se realizan simultáneamente dos acciones: la fundación de la Villa de San Fernando de la Florida Blanca, por mandato del Cabildo de Montevideo, ejecutado por Suárez de Rondelo, con los servicios del coronel agrimensor Prudencio Murguiondo y el traslado de la parroquia Nuestra Señora del Luján ejecutado por Figueredo. El nombre de la población es un homenaje al rey Fernando VII, "el Deseado", entonces prisionero de Napoleón Bonaparte y al valido y favorito real español de inicios del siglo XIX, el Conde de Floridablanca, organizador de la resistencia española contra la invasión francesa, fallecido meses antes.

## Población
Según la web oficial de la Intendencia Departamental de Florida, la ciudad cuenta con una Población aproximada a los 36.471 habitantes.
| 10 606        | 20 934 | 25 374 | 28 443 | 31 594 | 32 128 | 33 640 | 36 471 |
| (Fuente: INE) |        |        |        |        |        |        |        |

## Aspectos destacables
Allí se encuentra la Piedra Alta de la Florida, lugar elegido el 25 de agosto de 1825 para celebrar el Congreso de la Florida donde se declaró la total independencia del territorio oriental con respecto al Reino de Portugal, y a la vez, su voluntad de volver a formar parte, como una provincia más, de las Provincias Argentinas Lucha por la Independencia. También se encuentra la Capilla de San Cono, santo que congrega multitudes todos los 3 de junio y al cual en Italia y en Argentina se le considera una especie de profeta de los sueños.
En su plaza principal se encuentra la Catedral Basílica de la ciudad, que se comenzó a construir en 1894. Es una de las iglesias más bonitas del país y es también santuario de la Virgen de los Treinta y Tres, patrona del Uruguay. Representada por una pequeña figura en madera, ubicada originalmente en una localidad denominada Villa Vieja (antes, Villa del Pintado), a ella se encomendaron los Treinta y Tres Orientales tras su desembarco en 1825, jurando liberar la patria o morir en el intento.
En la misma plaza, un monumento obra del escultor Juan Ferrari conmemora la Declaratoria de la Independencia. El día de la inauguración del mismo, 19 de mayo de 1879, el poeta Juan Zorrilla de San Martín declamó la Leyenda Patria en homenaje a la gesta de los Treinta y Tres.
En abril de 2009 celebró con distintas actividades su bicentenario.

### Barrios de la ciudad
La ciudad está integrada por los siguientes 32 barrios:
| - Cuchilla Santarcieri - Piedra Alta - San Cono–Aguas Corrientes - Corralón del Tigre - Santa Anía - Norte - Curuchet - San Fernando | - Tomás González - Seminario - Floridablanca - Burastero - Fernández Mura - Sarla - Candil - Santa Rosa | - Los Álamos - Centenario - Pastorini - De Luca - Mañana - Asociación Rural - Continuación Tomás González - La Calera | - Unión - Centro - Universitario - Prado Español - Hipódromo - Balcones de Florida - Villa María - Continuación José P. Varela - Portones |

## Floridenses destacados
- Delmira Agustini: poeta, casada con Enrique Job Reyes cuya familia era del Departamento de Florida.
- Mario Carrero: músico, integrante del dúo Larbanois & Carrero
- Pedro Varela: Presidente de la República en 1868 y entre 1875 y 1876.
- Juan Guglielmetti: médico, recibió la "Medalla de Abnegación" por decreto del Poder Ejecutivo
- Nina Riva: maestra, historiadora.
- Wilson Monti Grané: maestro, profesor, veterinario.
- Juan Curuchet Maggi: pintor.
- Medardo R. Farías: militar aviador.

## Transporte

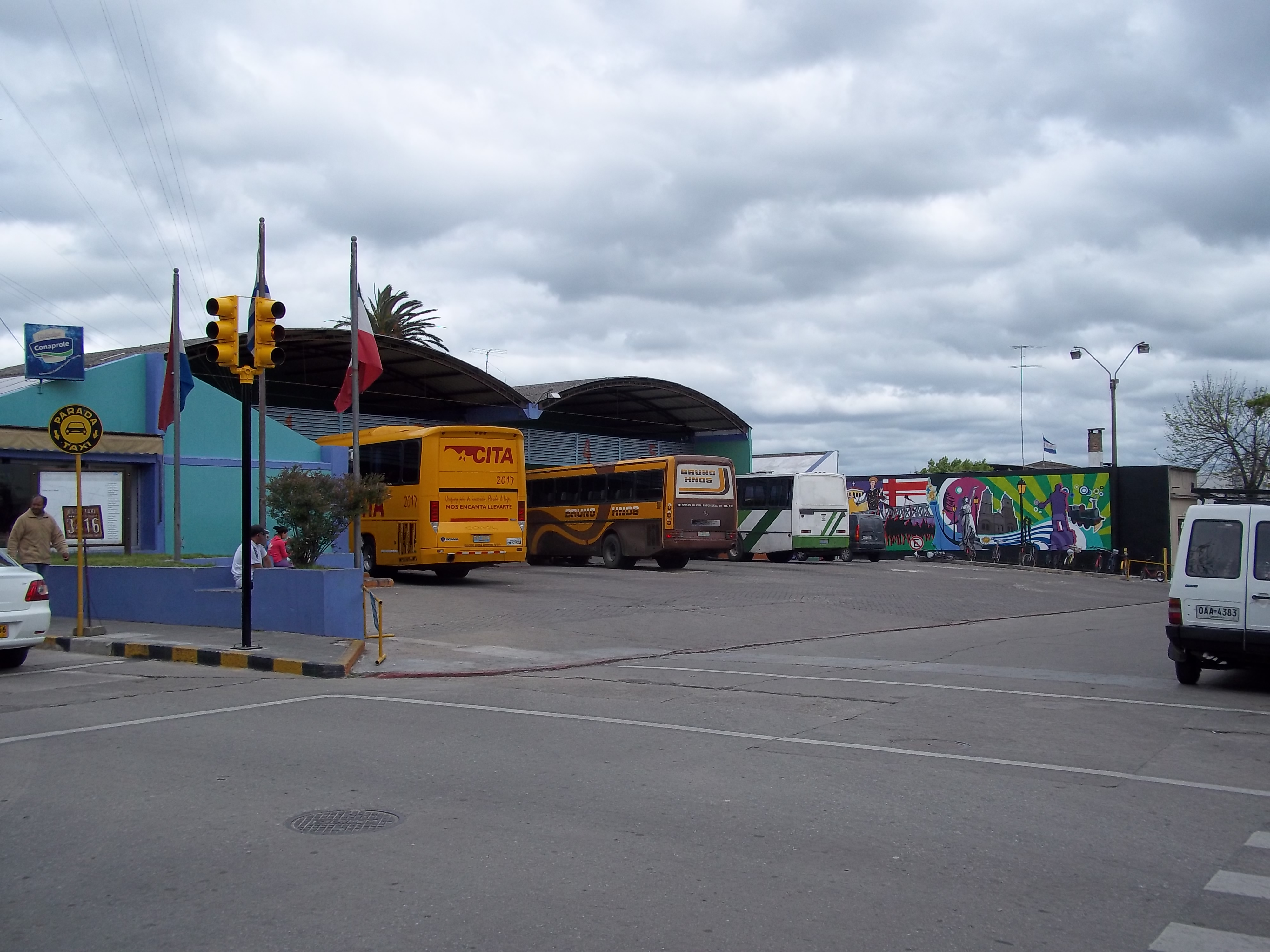
Terminal de Ómnibus de Florida

- Buses: La ciudad posee una terminal de ómnibus ubicada en el centro de la ciudad desde donde parten y a donde llegan servicios desde varias localidades del departamento y desde el resto del país.
- Tren: Cuenta con estación de trenes que opera un servicio diario de trenes que comunica Florida con Montevideo[9]
- Avión: Existe un Aeroclub en las afueras de la ciudad.[10]

- Accesos por carretera: A la ciudad de Florida se accede por las siguientes carreteras:[11]
  - Ruta N.º 5, es la principal vía de comunicación de la ciudad con el resto del país. Permite el acceso a la ciudad desde el norte y desde el sur del país. Comunica a la ciudad con Montevideo, Canelones, Durazno y otras ciudades que une esta carretera.
  - Ruta N.º 56, permite el acceso desde la zona este del departamento, une las rutas 6 y 7 con la ciudad.
  - Camino a 25 de Mayo, une la ciudad con la 77 y las localidades que ésta atraviesa.

## Medios de comunicación locales
Radio
- CW-33    1200   kHz AM La Nueva Radio
- CX-204   88.7   MHz FM Claridad
- CX-222   92.3   MHz FM Emisora Libertador
- CX-283A  104.5  MHz FM Radio María
- CX-288B  105.5  MHz FM Piedra Alta FM

Radios Comunitarias
- CXC-244A   96,7 MHz	FMC Radio Cien
- CXC251     98,1 MHz	FMC ADEOM FM

Televisión por aire
La ciudad no cuenta con emisora local de TV por aire.
Televisión por cable
- Video Cable Florida
- Florida Satelital
- Mundo Visión

Periódicos
- FloridAdiariO
- Diario Cambios
- Diario El Heraldo
- Diario El Buscador